# 스베틀라나 로마시나
스베틀라나 알렉세예브나 로마시나(러시아어: Светла́на Алексе́евна Рома́шина, 1989년 9월 21일~)는 러시아의 아티스틱스위밍 선수이다. 아티스틱스위밍 여제로 불리며, 아티스틱스위밍 대중화에 큰 공헌을 하였다. 올림픽 금메달 5개, 세계 선수권 대회 금메달 21개를 포함하여 국제 메이저 대회에서 42개의 금메달을 획득하였다.

## 경력
15세 때 세계 선수권 대회 금메달 2개를 시작으로 올림픽과 세계 선수권 대회 등 나가는 대회에서 마다 금메달을 획득하였다. 
2015년 요트 선수 니콜라이 자하로프와 결혼하여 딸을 낳았으며 출산 이후에도 기량은 늘 변함없었다. 도쿄에서 열린 2020년 하계 올림픽에서 스베틀라나 콜레스니첸코와 함께 듀엣과 팀 종목에 출전했다. 출전한 두 종목에서 모두 금메달을 획득했으며, 특히 듀엣 종목은 98.8점이라는 만점에 가까운 점수를 받았다. 
도쿄 올림픽을 끝으로 현역에서 은퇴하였다.

## 같이 보기
- 올림픽 다관왕 목록